# Мисс Интернешнл 1987
Мисс Интернешнл 1987 (англ. Miss International 1987) — 27-й международный конкурс красоты Мисс Интернешнл, проведённый 13 сентября 1987 года в Токио (Япония), который выиграла Лори Тамара Симпсон Ривера из Пуэрто-Рико.

## Финальный результат
| Финальные результаты | Участница |
| -------------------- | --- |
| Мисс Интернешнл 1987 | - Пуэрто-Рико — Лори Тамара Симпсон Ривера |
| 1-я вице-мисс        | - Бельгия — Муриэль Яне Георгес Ренс |
| 2-я вице-мисс        | - Мексика — Роса Исела Фуэнтес Чавес |
| Полуфиналистки       | - Австралия — Ванесса Линн Гибсон - Австрия — Кристина Зебестьен - Бразилия — Фернанда Кампуш Суареш - Финляндия — Ниина Катариина Кярккяинен - Германия — Дагмар Шульц - Индия — Эрика Мария де Соуза - Израиль — Офир Алони - Ямайка — Дениза Джозефина Томпсон - Япония — Яйори Морита - Испания — Ана Гарсия Бонилья - США — Пола Джин Морринсон - Венесуэла — Бегонья Виктория Гарсия Варас |

## Специальные награды
| Награда                    | Участница                                   |
| -------------------------- | ------------------------------------------- |
| Лучший национальный костюм | - Венесуэла — Бегонья Виктория Гарсия Варас |
| Мисс Дружба                | - Колумбия — Мишель Бетанкур Вергара        |
| Мисс Фотогеничность        | - Гонконг — Лам Винг-Хан                    |

## Участницы
| - Аргентина — Россана Раньер - Австралия — Ванесса Линн Гибсон (Universe 88) - Австрия — Кристина Зебестьен (Universe 87) - Бельгия — Муриэль Яне Георгес Ренс - Боливия — Гоульдин Балькасар - Бразилия — Фернанда Кампуш Суареш - Великобритания — Дебби Анн Пирман - Канада — Джули Кристин МакДональд - Колумбия — Мишель Бетанкур Вергара - Коста-Рика — Александра Эухения Мартинес Фуэнтес (World 87) - Дания — Зельма Хессельман (World 87) - Финляндия — Ниина Катариина Кярккяйнен - Франция — Жоель Анник Рамиед - Германия — Дагмар Шульц (World 86 & Universe 87) - Греция — Пегги Танопулу - Гуам — Херальдин Дидаско Гуматаотао - Нидерланды — Анжелика Йоханна Герарда Кремерс (SF World 87) - Гондурас — Дарлен Жаклин Сикаффи Повери - Гонконг — Лам Винг-Хан - Исландия — Магнеа Ловиса Магнусдоттир (3rd RU Europe 88) - Индия — Эрика Мария де Соуза - Ирландия — Барбара Анн Курран (SF World 89; Universe 90) - Израиль — Офир Алони - Италия — Луиза Ригамонти - Ямайка — Дениза Жозефина Томпсон - Япония — Яйори Морита | - Республика Корея — Чанг Ва-сун - Люксембург — Клодин Аттен (World 87) - Мальта — Мария Арлетта Бальзан - Мексика — Роса Исела Фуэнтес Чавес - Новая Зеландия — Филиппа Линн Бизли - Северные Марианские Острова — Люсиана Семан Ада (Universe 87) - Норвегия — Хеге Элизабет Расмуссен - Панама — Амарилис Аурелия Сандоваль - Перу — Росарио Эльса Легия Нугент - Филиппины — Мария Лурдес Дисон Энрикес - Польша — Эва Моника Новосадко (3rd RU World 87; 1st RU Europe 88) - Португалия — Сузана Паула Нету да Силва Нунеш - Пуэрто-Рико — Лаури Тамара Симпсон Ривера (4th RU Universe 87) - Сингапур — Марджори Ай Линг Тан - Испания — Ана Гарсия Бонилья - Швейцария — Натали Амиет - Таиланд — Прапафан Бамрубнгтай - Турция — Мина Байзан - США — Пола Джин Морринсон - Венесуэла — Бегонья Виктория Гарсия Варас - Заир — Месатева Тузолана |